# Deane Kincaide
Robert Deane Kincaide est un saxophoniste, clarinettiste, flûtiste et arrangeur de jazz américain, né le 18 mars 1911 à Houston (Texas), et mort le 14 août 1992 à St. Cloud (Floride).

## Biographie
Deane Kincaide fait ses débuts dans des groupes locaux dans l'Illinois où il passe sa jeunesse (au piano, puis au trombone, à la flûte et au saxophone ténor). Il joue chez Wingy Manone en 1932, puis chez Ben Pollack et Lennie Hayton (1933-1935). Il écrit en 1935 pour l'orchestre de Benny Goodman quelques arrangements dont le succès hunkadola. Il intègre ensuite l'orchestre de Bob Crosby et celui de Woody Herman jusqu'en 1938, et enfin le groupe de Tommy Dorsey (1938-1940). Ses qualités d'arrangeurs sont alors mises en avant, et c'est surtout à ce titre qu'il collabore ensuite avec Joe Marsala, Ray Noble, Glenn Miller ou Muggsy Spanier.
Il sert dans les U.S. Naval air forces de 1942 à 1945. Après la fin de la guerre, il compose pour la radio et la télévision, et joue aussi dans les formations menées par Ray McKinley (1948-1956) puis Yank Lawson (1961-1965).

## Source
- Philippe Carles, André Clergeat, Jean-Louis Romolli Dictionnaire du jazz éd. Robert Laffont/Bouquins p. 567 1988  (ISBN 2-221-04516-5)